# У прошлого нет будущего
«У прошлого нет будущего» — студийный альбом российской группы Центр. По словам саунд-продюсера альбома Игоря Леня (экс- Николай Коперник, Оберманекен, Владимир Кузьмин), получилась «агрессивная смесь первоклассных аранжировок с акцентами в низкочастотном спектре звучания», названная «калифорнийским саундом» (звуком).

## Список композиций
Слова и музыка всех песен — Василий Шумов.
| №   | Название                                                           | Длительность |
| --- | ------------------------------------------------------------------ | ------------ |
| 1.  | «Грандиозна»                                                       | 4:03         |
| 2.  | «Непотопляемость»                                                  | 4:39         |
| 3.  | «Смена поколений» (аранжировка - Игорь Лень, голос - Дина Горилик) | 5:01         |
| 4.  | «Демократия супермаркета» (голос - Алекс Лапьер)                   | 4:35         |
| 5.  | «ЭС.О.ВЭ.О.КА.» (голосовые эффекты - Сергей Устинов)               | 5:27         |
| 6.  | «Спотрохами»                                                       | 1:44         |
| 7.  | «Баласты»                                                          | 3:31         |
| 8.  | «Амынет» (голос - Дина Горилик)                                    | 2:37         |
| 9.  | «Чёрный список» (голос - Алекс Лапьер)                             | 5:33         |
| 10. | «Майско-декабрьский романс»                                        | 2:01         |
| 11. | «Снова обманутые»                                                  | 5:19         |
| 12. | «Переименомания» (голос - Дина Горилик)                            | 5:22         |
| 13. | «Поиск истины 2» (голосовые эффекты - Сергей Устинов)              | 7:02         |

## Участники записи
- Василий Шумов — вокал, гитара, клавишные
- Валерий Виноградов — вокал, гитара
- Алексей Виноградов — клавишные
- Сергей Устинов — вокодер
- Игорь Лень — сведение, продюсирование
- Сергей Синцов — дизайн